# Modernisation

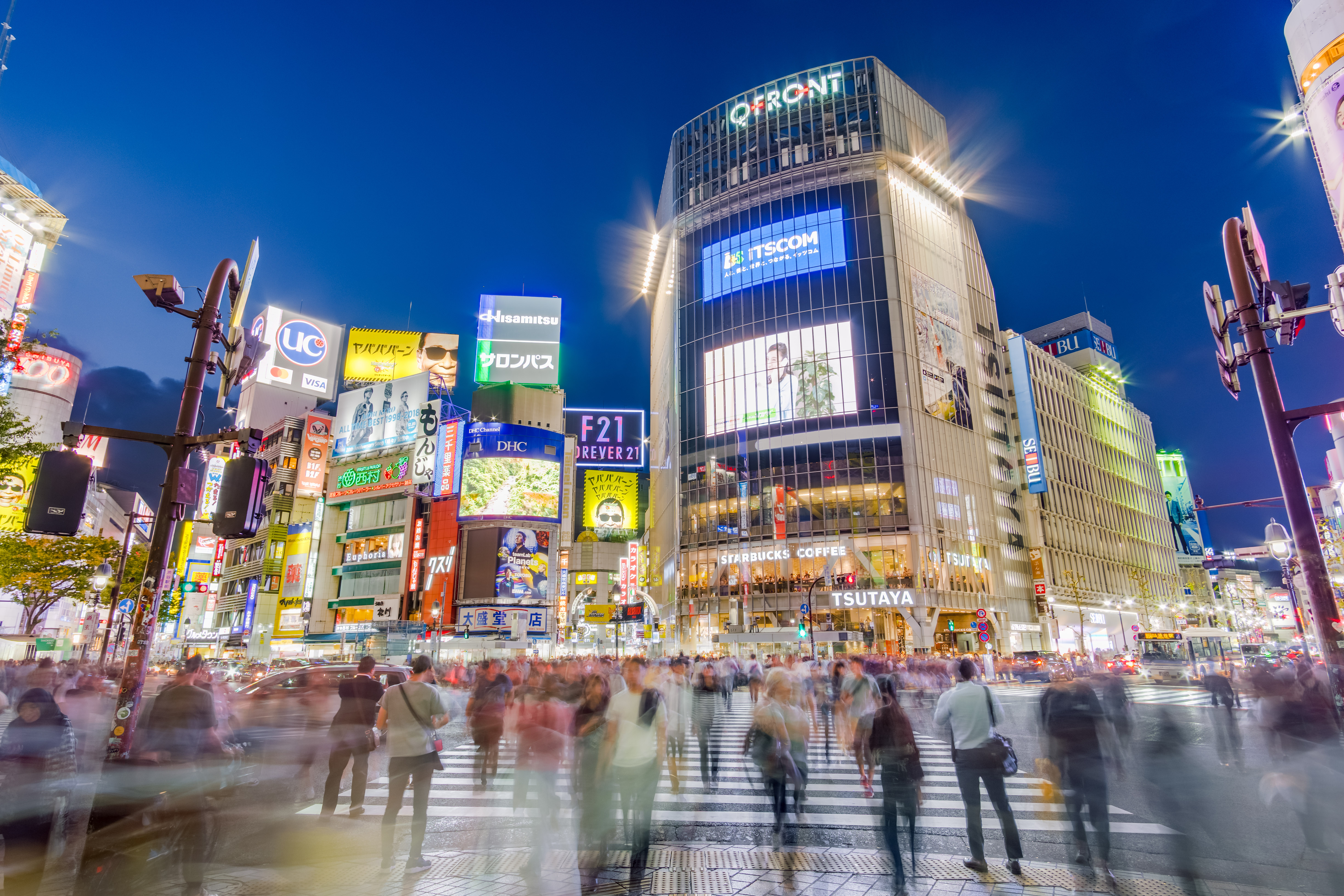
La ville japonaise moderne de Shibuya.

Dans le domaine des sciences sociales, la modernisation fait référence à la transition d'une société « pré-moderne » ou « traditionnelle » vers une société dite « moderne ». Elle est liée à l'industrialisation et à l'urbanisation. Selon l'historienne Kendall, elle est définie ainsi : « L'urbanisation s'accompagne de modernisation et d'un processus rapide d'industrialisation. » En théorie critique sociologique, la modernisation est liée à la rationalisation, plus exactement à un désir généralisé d'accroître l'efficacité dans tous les domaines d'action par des moyens techniques.

## Emploi du terme
Au cours de l'Histoire, la révolution industrielle au XIXe siècle permit aux sociétés occidentales de se moderniser. Le terme de « révolution industrielle » est attribué à la Grande-Bretagne (le Royaume-Uni à partir de 1801), chez qui le processus de transformation des sociétés a été brutal. Ne peuvent donc être intégrés dans cette « révolution » au sens strict du terme les autres pays en cours d'industrialisation, étant donné que leurs premières phases furent longues, ce qui fut le cas des États-Unis, de la Russie et du Japon par exemple.
De nos jours, le terme est toujours employé pour faire référence notamment aux politiques économiques menées par la République populaire de Chine, l'Inde et le Brésil (superpuissances émergentes) et plus généralement aux efforts des pays du tiers monde à réaliser une transition vers une société moderne. La modernisation est ainsi un des objectifs premiers des pays du tiers-monde, au même titre que le développement (voir aussi Nouveaux pays industrialisés (NPI) et économie du développement).

## Pas de modernisation sans crises
Durant la première moitié du XXe siècle, Joseph Schumpeter, économiste autrichien établi aux États-Unis, considère que le progrès technique est au cœur de l'économie et que les innovations apparaissant toujours par vagues (ou grappes), chacune d'elles entraîne d'autres innovations, auxquelles les mentalités ne sont pas préparées sur le moment. Toute économie basée sur le développement et la modernisation ne peut être que ponctuée de toutes sortes de crises. Toute phase de croissance (créatrice d'emplois) est immanquablement suivie d'une phase de dépression : les innovations chassent les entreprises "dépassées", provoquant des suppressions d'emplois en séries. Pour décrire ce processus, Schumpeter emploie le terme de destruction créatrice.

## La modernisation en tant qu'idéologie
Depuis la Révolution industrielle, au XVIIIe siècle, se manifeste dans les nations industrialisées une volonté généralisée, permanente et diffuse, de rendre toujours plus efficaces l'ensemble des activités humaines par des moyens techniques, que ceux-ci soient matériels (les technologies) ou d'ordre organisationnel, comme la division du travail. Ce qui conduit le sociologue Jacques Ellul à dire que "le phénomène technique (peut être défini comme) la préoccupation de l'immense majorité des hommes de notre temps, de rechercher en toutes choses la méthode absolument la plus efficace". Commentant l'adage "on n'arrête pas le progrès", Bernard Charbonneau considère que la notion de "changement", au cœur de l'idéologie du progrès et de la modernisation, constitue «la loi pratique et morale d’une histoire qui n’est plus que torrent déchaîné»